# Districtul Plaeng Yao
Plaeng Yao (în thailandeză แปลงยาว) este un district (Amphoe) din provincia Chachoengsao, Thailanda, cu o populație de 41.498 de locuitori și o suprafață de 237,23 km².